# Flaga Paragwaju
Flaga Paragwaju (hiszp. Bandera del Paraguay) – oficjalna flaga południowoamerykańskiej republiki Paragwaju. Jest unikatowa wśród innych flag narodowych, gdyż jako jedyna posiada różne emblematy na awersie i rewersie.
Obecna flaga Paragwaju została zatwierdzona w 2013 jako uproszczona wersja starej flagi.
Na fladze znajdują się trzy poziome pasy: czerwony, biały i niebieski, z emblematem na środku białego pasa. Emblemat na awersie to godło paragwajskie: pięcioramienna gwiazda otoczona przez zielony wieniec i białą obręcz na której widnieją słowa Republica del Paraguay (Republika Paragwaju), wszystko w okręgu. Emblemat na rewersie to pieczęć Ministerstwa Finansów (siedzący żółty lew na tle czapki frygiskiej na tyczce, otoczony białą obręczą, na której widnieją słowa Paz y Justicia (Pokój i Sprawiedliwość)), także w okręgu.
Kolor czerwony reprezentuje patriotyzm, odwagę, heroizm, sprawiedliwość i równość. Kolor biały symbolizuje czystość, stabilność, jedność i pokój. Kolor niebieski reprezentuje wiedzę, spokój, prawdę i wolność.
W Paragwaju święto flagi obchodzone jest 14 maja.

## Historyczne warianty flagi

Flaga Paragwaju w 1811
Flaga Paragwaju od maja do czerwca 1811
Flaga Paragwaju w czerwcu 1811
Flaga Paragwaju od 1811 do 1812
Flaga Paragwaju w 1812
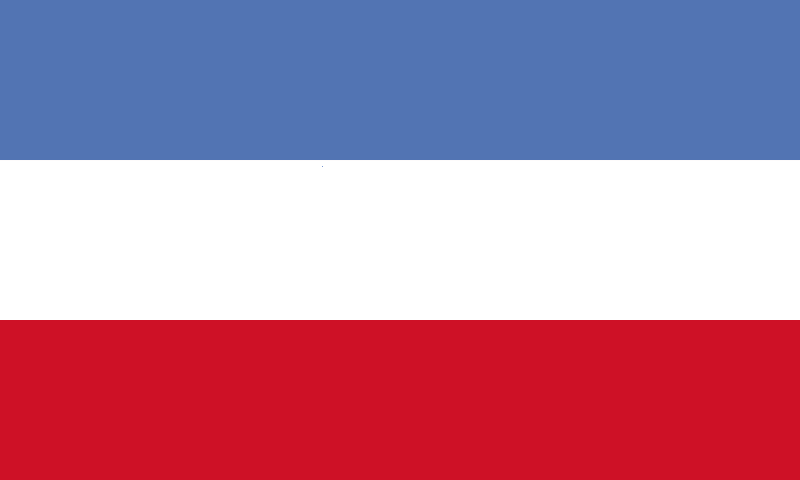
Flaga Paragwaju 1813
Flaga Paragwaju od 30 sierpnia 1813 do 1826
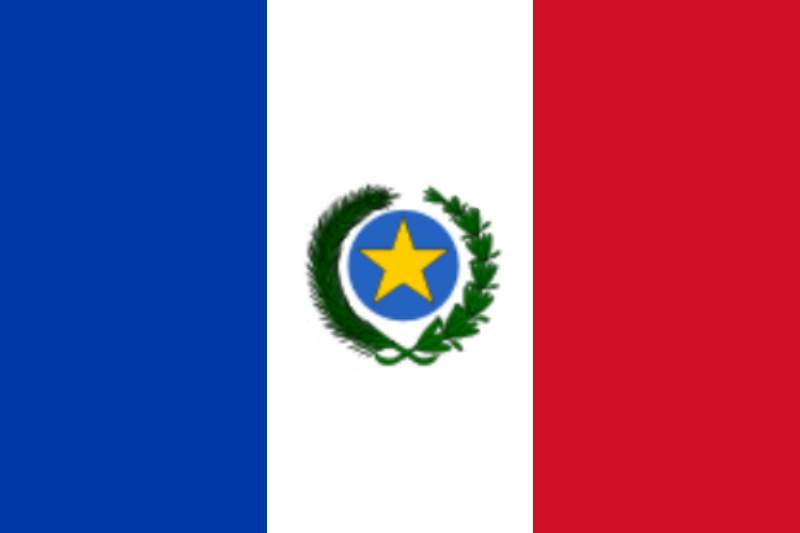
Flaga Paragwaju z lat 1826–1840
Flaga Paragwaju 1840–1842
Flaga Paragwaju 1842–1954
Flaga Paragwaju 1842–1954 (rewers)
Flaga Paragwaju 1954–1988
Flaga Paragwaju 1954–1988 (rewers)
Flaga Paragwaju 1988–1990
Flaga Paragwaju 1988–1990 (rewers)
Flaga Paragwaju 1990–2013
Flaga Paragwaju 1990–2013 (rewers)